# Uładzimir Kozyrau
Uładzimir Kozyrau błr. Уладзімір Козыраў, ros. Владимир Козырев – Władimir Kozyriew (ur. 1975 w Mińsku) – białoruski hokeista.

## Kariera
- Junost' Mińsk (1993-1994)
- Polimir Nowopołock (1994-1996)
- Tiwali Mińsk (1996-1998)
- Stoczniowiec Gdańsk (1996-1998)
- Legion Mińsk (1999-2000)

Grał w lidze polskiej w barwach Stoczniowca Gdańsk w sezonach 1996/1997, 1997/1998 (wraz z nim jego rodacy Juryj Karpienka, Andrej Raszczynski, Alaksandr Rymsza).

## Sukcesy
Klubowe
- Srebrny medal mistrzostw Białorusi: 1995 z Polimirem Nowopołock, 1997 z Tiwali Mińsk
- Złoty medal mistrzostw Białorusi: 1996 z Polimirem Nowopołock
- Brązowy medal mistrzostw Białorusi: 1998 z Tiwali Mińsk